# Söndag i sängen
Söndag i sängen är Bo Kaspers orkesters första studioalbum och gavs ut 1993.
Albumet var då en del av Sony Musics kampanj Premiärpris där svenska debutalbum såldes till lägre pris.
Albumet gavs ånyo ut 1999 med förbättrat ljud och videon till spåret Söndag i sängen som bonusmaterial.

## Låtlista
1. "Det går en man omkring i mina skor" – 2:37
2. "Söndag i sängen"(Wille Crafoord) – 3:13
3. "Köpenhamn" – 4:14
4. "Kyss mej" – 4:03
5. "I botten på glaset" – 3:51
6. "Hål" – 3:09
7. "Under balkongen" – 3:44
8. "Simtur" (Wille Crafoord) – 3:14
9. "Hennes syster sa" – 4:30
10. "Jorden snurrar" – 3:46

### Inspiration
Skivans låtar visar inspiration från ett vitt spektrum av olika jazz-stilar, och förlitar sig delvis på samplingar:
- "Hennes syster sa" har hämtat i stort sett hela kompet från låten "Fat Judy (pt. 1)" med artisten 'Big' John Patton från 1965
- "Simtur" har hämtat stora delar av kompet och diverse instrumentbreak från "All Blues" med Miles Davis från 1959
- "Under balkongen" använder instrumentalpartier från "In the still of the night" med Ella Fitzgerald från 1956
- "Hål" använder ett pianobreak från "Wack Wack" med The Young Holt Trio samt pianobreak från "No problem" med Jerome Richardsson från 1962
- "Kyss mej" har samplat introt från "Too darn hot" med Ella Fitzgerald från 1956, samt blåsbakgrunder och en trumpetfras från "Freddie the Freeloader" med Miles Davis från 1959

## Medverkande
Bo Kaspers orkester
- Bo Kasper - sång
- Lars Halapi - gitarr
- Fredrik Dahl - trummor
- Michael Malmgren - bas
- Mats Asplén - piano, orgel

Övriga medverkande
- Peter Asplund - trumpet
- Per Johansson - saxofon
- Anders G. Karlsson - trombon
- Anders Åstrand - vibrafon
- Niklas Medin - Fender Rhodes på "Hennes syster sa"
- Malando Gassarna - Congas
- Gurra G - scratch
- Fabian Torsson - trumprogrammering på "Köpenhamn"
- Bizkvartetten (Per Ola Lindgård, Ronnie Sjökvist, Jakob Ruthberg och Patrik Harrysson)

## Singlar
- Det går en man omkring i mina skor
- Söndag i sängen
- Köpenhamn

## Listplaceringar
| Lista (1993, 1998-1999) | Topplacering |
| ----------------------- | ------------ |
| Sverige                 | 25           |